# Sergio Pellissier
Pour les articles homonymes, voir Pellissier.
Sergio Pellissier, né le 12 avril 1979 à Aoste, est un ancien footballeur international italien évoluant au poste d'attaquant de la fin des années 1990 à la fin des années 2010.
Formé au Torino FC à partir de 1996 puis prêté à Varese entre 1998 et 2000, il est principalement connu pour avoir porté les couleurs du Chievo Vérone de 2000 à 2019, avec une coupure d'un an en prêt à la SPAL Ferrara en 2001-2002. Il est le joueur le plus capé de l'histoire du Chievo avec 517 rencontres disputées et le deuxième meilleur buteur avec 139 réalisations toutes compétitions confondues.

## Biographie

### Carrière de joueur
Né à Aoste d'une famille originaire de Fénis, il évolue au Torino FC puis au Varese FC.
Il évolue ensuite au Chievo Vérone, où il devient le capitaine de l'équipe.
Il marque 13 buts en 37 matchs de Serie A lors de la saison 2008-2009.
Le 3 février 2012, lors de la 21e journée de championnat, il inscrit son 100e but toutes compétitions confondues sous le maillot du Chievo, permettant à son équipe de s'imposer 2 buts à 1 face à Novare. Il atteint cette barre symbolique en 334 rencontres.
Pellissier prend sa retraite en mai 2019 en expliquant : « Je n'ai pas pris cette décision en une journée, j'y ai pensé toute l'année. Il est temps de laisser la place aux autres ».
Il marque 112 buts en Serie A et un total de 139 pour le Chievo, club auquel il est resté fidèle pendant dix-neuf ans. Avec ses 517 matches disputs pour le club, Pellissier en est le joueur le plus capé.
Sergio Pellissier reçoit sa première et unique sélection en équipe nationale d'Italie le 6 juin 2009, lors d'un match face à l'Irlande du Nord, au cours duquel il inscrit un but.

### Nouveau projet
En 2021, le Chievo Vérone, club de cœur de Sergio Pellissier, connait de très importants problèmes financiers et subit une rétrogradation administrative en 5ème division nationale. Face à l'absence de repreneurs, le club est contraint de disparaitre en août 2021 après 92 ans d'existence.
Sergio décrit le jour de la disparition du Chievo comme l'un des plus tristes de sa vie. Il décide dans la foulée de recréer un club pour que le Chievo continue d'exister sous une nouvelle forme; il dépose le nom "FC Chievo 2021" le 23 août. Il souhaitait à l'origine déposer "FC Chievo 1929", mais la loi lui interdit car la date de création de l'ancien club appartient justement à l'ancien club, Sergio espère cependant obtenir une dérogation pour récupérer le palmarès et des éléments historiques du Chievo.
Début septembre, le club fraichement créé organise plusieurs séances de détection dans le but de trouver ses futurs joueurs. L'équipe est entrainé par Riccardo Allegretti et doit débuter en 9e division.

## Statistiques
| Saison                | Club                  | Championnat           | Championnat | Championnat | Coupe(s) nationale(s) | Coupe(s) nationale(s) | Compétition(s) continentale(s) | Compétition(s) continentale(s) | Compétition(s) continentale(s) | Total | Total |
| Saison                | Club                  | Division              | M.          | B.          | M.                    | B.                    | Comp.                          | M.                             | B.                             | M.    | B.    |
| 1996-1997             | Torino FC             | D2                    | 1           | 0           | -                     | -                     | -                              | -                              | -                              | 1     | 0     |
| 1997-1998             | Torino FC             | D2                    | -           | -           | 1                     | 0                     | -                              | -                              | -                              | 1     | 0     |
| Sous-total            | Sous-total            | Sous-total            | 1           | 0           | 1                     | 0                     | -                              | -                              | -                              | 2     | 0     |
| 1998-1999             | Varèse FC (prêt)      | D3                    | 27          | 4           | 0+3                   | 0+1                   | -                              | -                              | -                              | 30    | 5     |
| 1999-2000             | Varèse FC (prêt)      | D3                    | 26          | 5           | 0+4                   | 0+4                   | -                              | -                              | -                              | 30    | 9     |
| Sous-total            | Sous-total            | Sous-total            | 53          | 9           | 7                     | 5                     | -                              | -                              | -                              | 60    | 14    |
| 2000-2001             | Chievo Vérone         | D2                    | -           | -           | -                     | -                     | -                              | -                              | -                              | 0     | 0     |
| 2001-2002             | Chievo Vérone         | D1                    | -           | -           | -                     | -                     | -                              | -                              | -                              | 0     | 0     |
| 2002-2003             | Chievo Vérone         | D1                    | 25          | 5           | 4                     | 0                     | C3                             | 1                              | 0                              | 30    | 5     |
| 2003-2004             | Chievo Vérone         | D1                    | 27          | 3           | 1                     | 0                     | -                              | -                              | -                              | 28    | 3     |
| 2004-2005             | Chievo Vérone         | D1                    | 34          | 7           | -                     | -                     | -                              | -                              | -                              | 34    | 7     |
| 2005-2006             | Chievo Vérone         | D1                    | 34          | 13          | 2                     | 0                     | -                              | -                              | -                              | 36    | 13    |
| 2006-2007             | Chievo Vérone         | D1                    | 36          | 9           | 1                     | 0                     | C1+C3                          | 2+0                            | 0+0                            | 39    | 9     |
| 2007-2008             | Chievo Vérone         | D2                    | 37          | 22          | 1                     | 0                     | -                              | -                              | -                              | 38    | 22    |
| 2008-2009             | Chievo Vérone         | D1                    | 38          | 13          | 1                     | 1                     | -                              | -                              | -                              | 39    | 14    |
| 2009-2010             | Chievo Vérone         | D1                    | 35          | 11          | 1                     | 1                     | -                              | -                              | -                              | 36    | 12    |
| 2010-2011             | Chievo Vérone         | D1                    | 35          | 11          | -                     | -                     | -                              | -                              | -                              | 35    | 11    |
| 2011-2012             | Chievo Vérone         | D1                    | 35          | 8           | 1                     | 0                     | -                              | -                              | -                              | 36    | 8     |
| 2012-2013             | Chievo Vérone         | D1                    | 24          | 5           | 1                     | 1                     | -                              | -                              | -                              | 25    | 6     |
| 2013-2014             | Chievo Vérone         | D1                    | 22          | 1           | 1                     | 0                     | -                              | -                              | -                              | 23    | 1     |
| 2014-2015             | Chievo Vérone         | D1                    | 27          | 7           | 1                     | 0                     | -                              | -                              | -                              | 28    | 7     |
| 2015-2016             | Chievo Vérone         | D1                    | 19          | 5           | 1                     | 0                     | -                              | -                              | -                              | 20    | 5     |
| 2016-2017             | Chievo Vérone         | D1                    | 30          | 9           | 1                     | 1                     | -                              | -                              | -                              | 31    | 10    |
| 2017-2018             | Chievo Vérone         | D1                    | 19          | 1           | 1                     | 1                     | -                              | -                              | -                              | 20    | 2     |
| 2018-2019             | Chievo Vérone         | D1                    | 19          | 4           | -                     | -                     | -                              | -                              | -                              | 19    | 4     |
| Sous-total            | Sous-total            | Sous-total            | 496         | 134         | 18                    | 5                     | -                              | 3                              | 0                              | 517   | 139   |
| 2000-2001             | SPAL 2013 (prêt)      | D3                    | 14          | 3           | 0+1                   | 0+0                   | -                              | -                              | -                              | 15    | 3     |
| 2001-2002             | SPAL 2013 (prêt)      | D3                    | 30          | 14          | 0+5                   | 0+4                   | -                              | -                              | -                              | 35    | 18    |
| Sous-total            | Sous-total            | Sous-total            | 44          | 17          | 6                     | 4                     | -                              | -                              | -                              | 50    | 21    |
| Total sur la carrière | Total sur la carrière | Total sur la carrière | 594         | 160         | 32                    | 14                    | -                              | 3                              | 0                              | 629   | 174   |